# 3불 정책
3불 정책(三不政策)은 1999년에 도입된 대한민국의 대학 입시제도 및 공교육 제도의 근간을 형성하는 교육 정책으로 ‘기여 입학제’, ‘본고사’, ‘고교 등급제’의 3가지를 금지하는 것을 말한다.

## 대학본고사 금지

### 본고사
대학에서 자체적으로 주요과목에 대한 시험(면접, 논술, 실기시험 등 대학별고사 제외)을 실시하여 신입생을 선발하는 제도를 말한다.

### 법적근거
고등교육법 시행령 제35조(입학전형자료)
①대학(교육대학을 포함한다. 이하 이 조에서 같다)의 장은 법 제34조제1항에 따라 입학자를 선발하기 위하여 고등학교 학교생활기록부의 기록, 법 제34조제3항에 따라 교육부장관이 시행하는 시험(이하 “대학수학능력시험”이라 한다)의 성적, 대학별고사(논술 등 필답고사, 면접ㆍ구술고사, 신체검사, 실기ㆍ실험고사 및 교직적성ㆍ인성검사를 말한다)의 성적 등 교과성적 외의 자료(자기소개서는 제외한다) 등을 입학전형자료로 활용할 수 있다.
② 대학의 장은 제1항에 따라 논술 등 필답고사를 시행하는 경우, 초ㆍ중등교육이 추구하는 본래의 목적을 훼손하지 아니하도록 운영하여야 한다.

### 연혁
- 1980년 7월 30일 - 〈교육정상화 및 과열 과외 해소 방안〉발표.(본고사 폐지, 졸업정원제, 전일수업제 및 입학 정원의 증대)
- 1980년 9월 5일 - 문교부, 〈대학교육개혁시안〉발표.
- 1992년 2월 12일 - 1994학년도부터 시행될 새로운 대학입시제도에서 교육부는 대학별 본고사 과목을 3과목 이내로 할 것을 권장.[1]
- 1992년 4월 1일 - 94학년도 전국 대학별 입시요강도중 14개 주요대학은 빼고 발표.[2]
- 1992년 4월 2일 - 94학년도 서울대 입시요강에서 본고사 4과목 확정 발표[3]
- 1995년 3월 14일 - 1996학년도부터 연세대학교 본고사 폐지 발표[4]
- 1995년 5월 31일 - 대학입시 본고사 폐지하는 내용이 포함된 제1차 교육개혁 방안 발표.[5]
- 1996년 2월 17일- 서울대 1997학년도 본고사 폐지 발표.[6]
- 1996년 2월 22일- 고려대 1997학년도 본고사 폐지 발표.[7]

## 고교등급제 금지

### 고교등급제
모든 대한민국 소재 고등학교를 입학 결과등으로 나눠 등급화한 다음, 그 결과를 입시에 반영하는 제도를 말한다.

### 법적근거
- 교육부 규칙 〈대학입학전형 기본계획〉

## 기여입학제 금지
기여입학제는 대학에 일정한 돈을 주고 특례입학을 하는 제도를 말한다.

### 법적근거
헌법상 평등의 원칙

## 존폐 논란

### 유지측 주장
- 기여입학제 - 부모의 사회, 경제적 능력과 배경에 따른 교육기회의 불평등이 조장된다.
- 본고사 - 사교육 난립의 폐해가 발생한다.
- 고교등급제 - 고교 서열화와 학교간 경쟁이 심화된다.

### 폐지측 주장
주로 주요 상위권 대학 및 사립대학 총장 등의 주장으로, 현행 입시제도가 교육의 하향평준화를 유도하고 대학의 학생선발 자율권 침해하는 제도이므로 폐지해야 한다는 것이다.

### 정부측 입장
1999년 3불 정책 발표이후, 노무현 정부부터 문재인 정부까지 여전히 3불 정책 폐지에 대해 논란이 발생했지만 계속 유지중이다.

## 같이 보기
- 4대 개혁 입법
- 대한민국의 교육
- 대한민국의 대학 입시 제도